# Fonds régional d'art contemporain Grand-Large-Hauts-de-France
Le fonds régional d’art contemporain Grand Large — Hauts-de-France (Frac Grand Large — Hauts-de-France) est une collection publique régionale d’art contemporain située au Grand-Large à Dunkerque, dans le département du Nord et la région des Hauts-de-France.
Créé en 1982 sous le nom de fonds régional d’art contemporain du Nord-Pas-de-Calais, il prend sa dénomination actuelle en 2017 à la suite de la fusion de la Picardie et du Nord-Pas-de-Calais survenue le 1er janvier 2016.

## Histoire
Le fonds régional tire son origine dans une circulaire du 3 septembre 1982 de Jack Lang qui vise à créer des « fonds régionaux d’acquisition d’œuvres d’art contemporain » (FRAC) dans chaque région française alimentés à parité entre le conseil régional et l’État afin de diffuser l'art contemporain. Après avoir été doté d’un comité technique, le fonds régional d’acquisition d’œuvres d’art contemporain du Nord-Pas-de-Calais est l’un des premiers à voir le jour en 1982.
Initialement implanté au square Morisson à Lille (Nord), le fonds régional s’installe dans l’ancien hôpital de l’avenue Rosendaël à Dunkerque (Nord) en septembre 1996,,. En novembre 2013, le FRAC a déménagé dans le quartier du Grand-Large (Dunkerque-Centre), dans un nouveau bâtiment construit par les architectes Lacaton et Vassal qui double d’une jumelle la halle AP2, l’atelier de préfabrication no 2 des anciens chantiers navals sur le port,. Ce nouveau siège plus grand permet l'accueil du public.
Après la création de la région du Nord-Pas-de-Calais-Picardie le 1er janvier 2016 — devenue les Hauts-de-France en septembre 2016, le FRAC du Nord-Pas-de-Calais est renommé en FRAC Grand Large — Hauts-de-France en septembre 2017,.

## Collection
Le FRAC possède des œuvres d’art et de design des années 1960 à nos jours. 

## Diffusion
Les œuvres du FRAC sont présentées au public dans des expositions principalement en région (écoles, associations, centres d'art ou musées), dans le cadre de projets transfrontaliers avec la Belgique et internationalement.

## Statuts
Le fonds régional d’art contemporain Grand Large — Hauts-de-France est une association loi de 1901, créée le 1er novembre 1982 sous le nom de « Fonds Région Art contemporain Nord PDC ». Il relève du ministère de la Culture, du conseil régional des Hauts-de-France, de la communauté urbaine de Dunkerque, de la commune de Dunkerque, des conseils départementaux du Nord et du Pas-de-Calais, ainsi que du rectorat de l’académie de Lille.
L’Association des Amis du fonds régional d’art contemporain Grand Large — Hauts-de-France, créée en 2000 (en tant qu’Association des Amis du fonds régional d’art contemporain du Nord-Pas-de-Calais), soutient le fonds régional,.
Quatre personnes se sont succédé à la présidence du conseil d’administration du fonds régional d’art contemporain :
- Michel Delebarre (de 1982 à 1998)[12] ;
- Dominique Riquet (de 1998 à 2010)[13] ;
- Jack Lang (d’avril 2011 à février 2016)[14] ;
- Jean-Baptiste Tivolle (depuis février 2016)[15].

Cinq directrices ont été nommées à la tête du fonds régional d’art contemporain :
- Caroline David (d’avril 1983 à octobre 1996)[17] ;
- Katia Baudin (de 1997 à septembre 2004)[18],[19] ;
- Dominique Boudou (de juin 2005 à janvier 2006)[20] ;
- Hilde Teerlinck (de septembre 2006 à septembre 2014)[21] ;
- Keren Detton (depuis avril 2016)[22].

## Polémiques
Selon La Voix du Nord, Hilde Teerlinck, directrice du FRAC du Nord-Pas-de-Calais de septembre 2006 à septembre 2014, devait prendre un poste équivalent à l’École nationale supérieure d’art de Bourges. Cette nomination donnait suite à une transaction (non signée) publiée dans l’article en ligne de La Voix du Nord statuant sur une indemnité de 55 352 €. La transaction mettait fin à une procédure de licenciement pour fautes graves de 2013, la directrice réclamant pour sa part des heures supplémentaires et rejetant les faits reprochés. Un turn-over important et trois procédures au prud'homme pour un total d'indemnités demandées de 108 500 € sont à la source du conflit,,,.
Hilde Teerlinck n’a finalement pas pris ses fonctions à l’École nationale supérieure d’art de Bourges. Elle évoque pour sa défense : « C’est de la blasphémie. Je ne répondrai pas. La situation est trop grave pour que je m’exprime ». Le 10 décembre 2014, dans un communiqué de presse, le ministère de la Culture et de la Communication annonce que Hilde Teerlinck avait préféré « renoncer à sa nomination à la tête de l’École nationale supérieure d’art de Bourges. Constatant l’hostilité que cette nomination suscitait chez certains enseignants de cette école, à la suite d’une campagne de dénigrement à son encontre, elle a estimé préférable, pour la sérénité de l’école et son bon fonctionnement à court terme, de ne pas s’engager dans cette mission ».

## Logos

Logotype (avant septembre 2017).
Logotype (depuis septembre 2017).